# 維多利亞 (密西西比州馬歇爾縣)
維多利亞（英語：Victoria）是位於美國密西西比州馬歇爾縣的普查規定居民點。

## 人口
根據2020年美國人口普查的數據，維多利亞的面積為19.08平方千米，當中陸地面積為19.05平方千米，而水域面積為0.03平方千米。當地共有人口1066人，而人口密度為每平方千米55.87人。